# Jonas Kruse (skådespelare)
För racerföraren, se Jonas Kruse

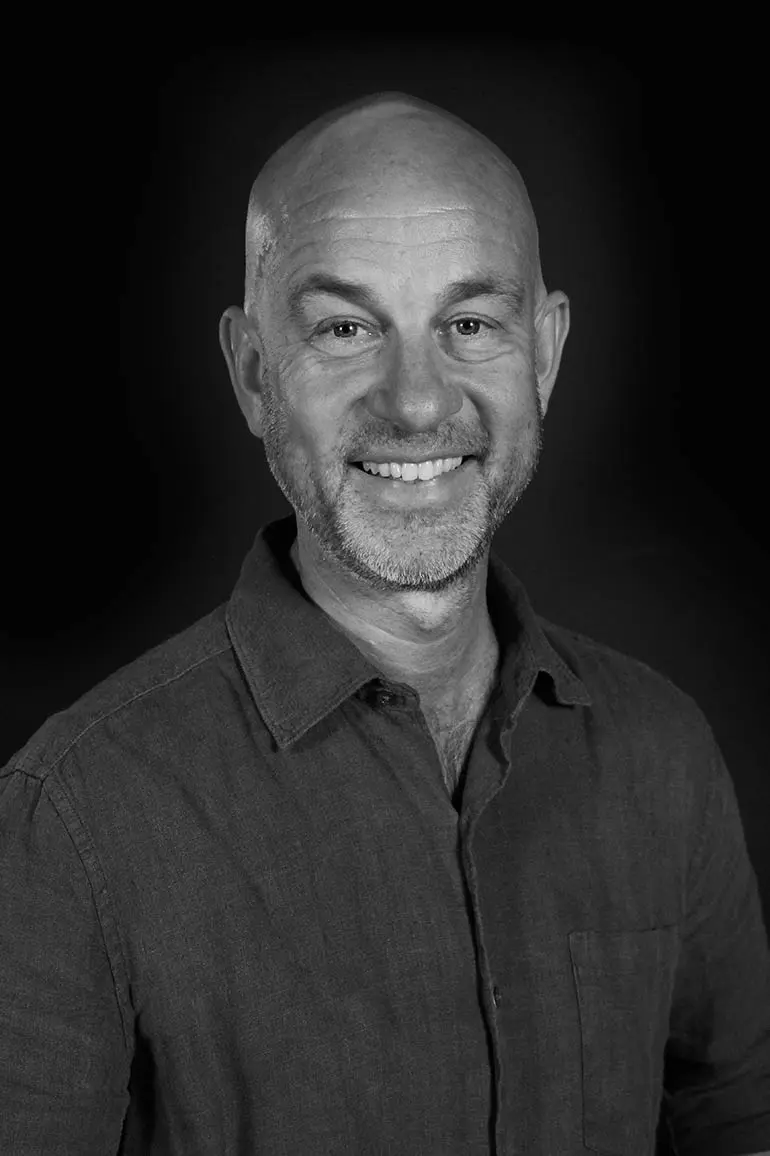
Skådespelaren Jonas Kruse

Per Jonas Kruse, född 12 maj 1972 i Katrineholm, är en svensk skådespelare, röstskådespelare och inläsare av ljudböcker

## Biografi
Per Jonas Kruse föddes i Katrineholm och växte upp i Vingåker. Han studerade vid Skara Skolscen (1994–1996)[källa behövs] och Teaterhögskolan i Stockholm (1996–2000). Han har sedan början av 1990-talet arbetat inom teater, film, TV och dubbning. Som inläsare av ljudböcker har han nominerats flera gånger till Stora Ljudbokspriset som inläsare.

## Teater (urval)
- 3:31:93, Stockholms stadsteater (2013) – John[3][4]
- Galileis liv, Stockholms stadsteater (2013) – Ludovico[5]
- Mig äger ingen, Stockholms stadsteater (2014) – Guido[6]
- Tala är silver, Playhouse Teater (2016) – Ted[7]
- Fotografi 51, Playhouse Teater (2017) – Maurice Wilkins[8][9]
- Apologia, Playhouse Teater (2018) – Peter[10][11]
- Kalkon i en resväska, Teater Brunnsgatan Fyra (2022) – Stigbjörn Stigbjörnsson[12][13]
- Slutspel, Teater Brunnsgatan Fyra (2023) – Clov[14]
- Professor Bernhardi, Uppsala stadsteater (2023) – Dr. Schreimann & Minister Flint[15]

## Filmografi (urval)
Kruse har medverkat i flera film- och TV-produktioner. Enligt Svensk Filmdatabas och SVT Play syns han bland annat i:
- Skeppsholmen (2002) – Peder
- Graven (2004) – Peter
- Kvalster (2005) – Stefan
- Lasermannen (2005) – Johan
- Veckopeng eller kyss? (2005)[1]
- Låt den rätte komma in (2008)
- Psalm 21 (2009)[1]
- Tusen gånger starkare (2010) – pappan[1]
- Det hände i Sköndal (2013)[1]
- Beck – Ditt eget blod (2017) – Jesper
- Kvarteret Skatan 20 år (SVT, 2021) – Niklas[16][17]
- Limbo (2023) – Wille Hendersson

### Röstroller och dubbning
Kruse är en flitigt anlitad röstskådespelare, bland annat som Dr. Ivo Robotnik i Sonic the Hedgehog-filmerna och i Sonic Prime, Jokern i The Lego Batman Movie, Mr. Brown i Paddingtons äventyr, Lord Viren i Drakprinsen och berättarrösten i Teletubbies.

## Ljudböcker
Kruse har läst in mer än 50 ljudböcker, däribland Den sista boken om mordet på Olof Palme, Landet utanför, Girig-Sverige och Fuskbygget. Han har nominerats flera gånger till Stora Ljudbokspriset (Storytel Awards).